# 테런스 맥낼리
테런스 맥낼리(Terrence McNally, 1938년 11월 3일 ~ 2020년 3월 24일)는 미국의 극작가, 리브레티스트이다.
토니상 본상 네 번과 공로상 한 번, 드라마 데스크상 네 번, 에미상 한 번 등을 받았다. 1996년 미국 극장 명예의 전당에 헌액되었다. ‘미국 연극계의 음유시인’("the bard of American theater") 등으로 불렸다.
2020년 3월 24일 코로나19에 의한 합병증으로 플로리다주의 병원에서 사망하였다.